# Teodorico II di Lorena
Teodorico II di Lorena, o Thierry, detto il Coraggioso (... – 30 dicembre 1115), fu duca di Lorena, dal 1070 alla sua morte.

## Origine
Secondo la Genealogica ex Stirpe Sancti Arnulfi descendentium Mettensis, Teodorico era il figlio maschio primogenito del conte di Metz e Chatenoy e duca di Lorena, Gerardo e di Edvige di Namur, che, ancora secondo la Genealogica ex Stirpe Sancti Arnulfi descendentium Mettensis era figlia del conte Alberto I di Namur, e di Ermengarda, figlia del carolingio, Carlo I di Lorena, duca della Bassa Lorena (Lotaringia).
Gerardo di Lorena, secondo le Notitiæ Fundationis Monasterii Bosonis-Villæ, era il figlio maschio secondogenito del conte di Metz, Gerardo IV di Bouzonville e di Gisella, di cui non si conoscono gli ascendenti (forse era figlia di Teodorico I dell'Alta Lorena).

## Biografia
Viene talvolta indicato con il nome di Teodorico I se i duchi del casato delle Ardenne, che governarono l'Alta Lorena dal 959 al 1033, vengono ignorati in favore dei duchi della Bassa Lorena come predecessori dei successivi duchi di Lorena.
Suo padre, Gerardo morì a Remiremont, nel 1070, mentre tentava di sopprimere una rivolta. e lo storico, Georges Poull, nel suo libro La Maison souveraine et ducale de Bar (1994) (non consultato) riporta che secondo il cronista del XIV secolo, Jean de Bayon, fu avvelenato; secondo L'OBITUAIRE DE L'ABBAYE DE SAINT-MANSUY-LÈS-TOUL, Gerardo morì l'11 agosto; a Gerardo, secondo le Notitiæ Fundationis Monasterii Bosonis-Villæ, succedette il figlio primogenito, Teodorico, ancora in giovane età.
Sofia, figlia primogenita dell'erede della contea di Bar e duca dell'Alta Lorena (Lotaringia), Federico II, della dasa di Ardennes, che era contessa di Bar e contessa consorte di Montbéliard, Altkirch e Ferrette, assieme al marito, Luigi di Montbelliard, ancora secondo Georges Poull, contestò la successione. In modo da ottenere il supporto del fratello, Gerardo, Teodorico gli consegnò i diritti sulla contea di Vaudémont e convocata un'assemblea dei nobili, fu confermato duca, mettendo fine alla contestazione di Luigi. Dopo la morte di Luigi, suo figlio, Teodorico, avanzò ancora pretese sulla successione, ma l'imperatore romano, Enrico IV di Franconia, confermò il ducato a Teodorico il Coraggioso. Probabilmente per questa ragione, sempre secondo Georges Poull, Teodorico, durante la crisi per le investiture, rimase fedele a Enrico IV e si oppose ai papi Gregorio VII e Urbano II quando si trovarono in conflitto con l'imperatore.
Teodorico combatté i sassoni mentre erano in guerra con l'Impero, tra il 1070 ed il 1078, partecipando alla battaglia di Langensalza.
Teodorico viene citato col figlio ancora bambino, Simone, ed il fratello, il conte Gerardo, in un documento della Histoire de Lorraine, ... depuis l'entree de Jules-Cesar dans les ..., Volume 3, inerente al vescovo di Toul, datato ottobre 1091.
Nel 1095, progettò di guadagnarsi il titolo di crociato partecipando alla Prima Crociata, ma la sua salute glielo impedì. Ricoprì comunque una piccola parte negli affari di stato dell'Impero, preferendo non intervenire negli scontri tra Enrico IV e suo figlio Enrico, o ancora con Lotario II di Supplimburgo, duca di Sassonia.
Ancora secondo Georges Poull,  l'imperatore romano, Enrico V di Franconia, gli garantì il titolo di marchese, nel 1114.
Teodorico morì nel 1115; secondo L'obituaire de l'abbaye de Saint-Mansuy-lès-Toul, Teodorico (Theodoricus dux) morì il 30 dicembre (30-XII); a Teodorico succedette il figlio primogenito, Simone.

## Matrimoni e discendenza
Secondo lo storico, Georges Poull, tra la fine del 1078 e l'inizio del 1079, Teodorico aveva cercato di sposare (senza successo) la vedova del conte di Savoia e conte d'Aosta e Moriana, Pietro I (1048 – 9 luglio 1078, come ci conferma il documento nº 17 del Peter der Zweite Graf von Savoyen, Markgraf in Italien, sein Haus und seine Lande, Vol. IV, in cui è asserito che il 26 ottobre 1078, Agnese rimase vedova di Pietro), Agnese di Poitou (o Agnese d'Aquitania), figlia del conte di Poitiers, il duca d'Aquitania, Guglielmo VII; la paternità di Agnese è ricavata dal documento n. IX di pagina 348 della Biblioteca della Società Storica Subalpina, Vol. II (Pinerolo, 1899) ("Pinerolo (Diplomi Adelaidini)") (non consultato).
Subito dopo (nel 1079 o nel 1080), sposò Edvige ( † 1090 circa), figlia di Federico, conte di Formbach, come ci conferma la Vita Wirntonis Abbatis Formbacensis. Edvige era vedova di Gerardo di Supplimburgo ( † 1075), conte di Supplimburgo, della casa di Supplimburgo, che faceva parte della grande nobiltà sassone ed apparteneva al partito avverso all'imperatore Enrico IV ed aveva due figli in tenera età, Ida e Lotario (come conferma anche l'Annalista Saxo), futuro rex Romanorum e imperatore romano.
Edvige a Teodorico diede due(o forse tre) figli:
- Simone[3] (ca. 1080 – 1139), duca di Lorena
- Gertrude ( † 1144), moglie del conte d'Olanda, Fiorenzo II, come ci confermano gli Annales Egmundani[16].
- Hara, che secondo la Histoire de Lorraine, volume 5 era sorella del duca Simone e badessa nel monastero di Bouxières-aux-Dames[17].

La sua seconda moglie, come ci confermano sia il documento CVII del Cartulaire de l'Abbaye de Saint-Bertin che la Genealogica Comitum Flandriæ Bertiniana, Continuatio, fu Gertrude di Fiandra (fra il 1070 e il 1080-1117), figlia di Roberto I delle Fiandre e di Gertrude di Sassonia. Gertrude era vedova del conte di Lovanio e Bruxelles, Enrico III ( † 1095), al quale aveva dato solo figlie femmine. Il matrimonio fu celebrato nel 1096 e Teodorico da Gertrude ebbe 5 figli:
- Teodorico[18] (ca. 1099 – 1168), signore di Bitche, in Alsazia e poi conte delle Fiandre[20]
- Enrico I ( † 1165), vescovo di Toul, come ci conferma la Chronica Albrici Monachi Trium Fontium[21]
- Gerardo ( † dopo il 1117); il Galberto, Passio Karoli Comitis conferma che era figlio di Teodorico e Gertrude[22]
- Ermengarda, che sposò Bernardo di Brancion, come ci conferma la Chronica Albrici Monachi Trium Fontium[23]
- Gisella (o Ida), che, secondo le Europäische Stammtafeln[24], vol XVIII, 147 (non consultate), sposò Sigfrido († 1104), conte di Burghausen[8].

## Ascendenza
|                        |                    |                      | Genitori |  |  | Nonni                     |  |  | Bisnonni          |  |
|                        |                    |                      |          |  |  | Gerardo IV di Bouzonville |  |  | Adalberto di Metz |  |
|                        |                    |                      |          |  |  | Gerardo IV di Bouzonville |  |  | Adalberto di Metz |  |
|                        |                    | Giuditta             |          |  |  | Gerardo IV di Bouzonville |  |  |                   |  |
| Gerardo di Lorena      |                    |                      |          |  |  | Gerardo IV di Bouzonville |  |  |                   |  |
|                        |                    | Gisella              | …        |  |  |                           |  |  |                   |  |
|                        |                    | Gisella              | …        |  |  |                           |  |  |                   |  |
|                        |                    | Gisella              | …        |  |  |                           |  |  |                   |  |
| Teodorico II di Lorena |                    | Gisella              |          |  |  |                           |  |  |                   |  |
|                        | Alberto I di Namur | Roberto I di Namur   |          |  |  |                           |  |  |                   |  |
|                        | Alberto I di Namur | Roberto I di Namur   |          |  |  |                           |  |  |                   |  |
|                        | Alberto I di Namur | Liutgarda di Metz    |          |  |  |                           |  |  |                   |  |
| Edvige di Namur        | Alberto I di Namur |                      |          |  |  |                           |  |  |                   |  |
|                        |                    | Ermengarda di Lorena | …        |  |  |                           |  |  |                   |  |
|                        |                    | Ermengarda di Lorena | …        |  |  |                           |  |  |                   |  |
|                        |                    | Ermengarda di Lorena | …        |  |  |                           |  |  |                   |  |
|                        |                    | Ermengarda di Lorena |          |  |  |                           |  |  |                   |  |

### Fonti primarie
- (LA)  Monumenta Germaniae Historica, Scriptores, tomus VI.
- (LA)  Monumenta Germaniae Historica, Scriptores, tomus IX.
- (LA)  Monumenta Germaniae Historica, Scriptores, tomus XII.
- (LA)  Monumenta Germaniae Historica, Scriptores, tomus XV.2.
- (LA)  Monumenta Germaniae Historica, Scriptores, tomus XVI.
- (LA)  Monumenta Germaniae Historica, Scriptores, tomus XXIII.
- (LA)  Monumenta Germaniae Historica, Scriptores, tomus XXV.
- (LA)  L'obituaire de l'abbaye de Saint-Mansuy-lès-Toul.
- (LA)  Histoire de Lorraine, ... depuis l'entree de Jules-Cesar dans les ..., Volume 3.
- (LA)  Histoire de Lorraine, ... depuis l'entree de Jules-Cesar dans les ..., Volume 5.
- (LA)  Peter der Zweite Graf von Savoyen, Markgraf in Italien, sein Haus und seine Lande, Vol. IV.
- (LA)  L'obituaire de l'abbaye de Saint-Mansuy-lès-Toul.
- (LA)  Cartulaire de l'Abbaye de Saint-Bertin.